# Église Saint-Aubin d'Authon-la-Plaine
L'église Saint-Aubin d'Authon-la-Plaine est une église paroissiale catholique, dédiée à saint Aubin, située dans la commune française d'Authon-la-Plaine et le département de l'Essonne.

## Historique
L'édifice primitif fait l'objet d'une reconstruction aux XIe siècle et XIIe siècle. L'église est agrandie après la guerre de Cent Ans, au XVe siècle et XVIe siècle. 
À partir de 1146 et jusqu'à la Révolution française l'édifice est une dépendance de l'Abbaye de Saint-Benoît-sur-Loire. 
Depuis le 24 juin 1987, l'église est inscrite aux monuments historiques.

## Pour approfondir